# Criterio de dificultad

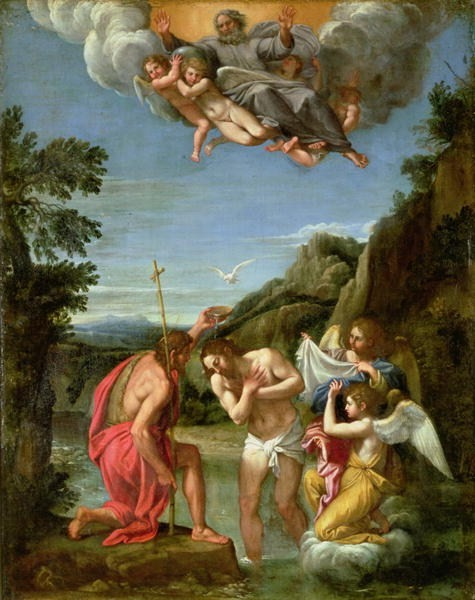
Bautismo de Cristo de Francesco Albani. Dado que posiciona a Juan como superior a Jesús, el criterio de dificultad se ha utilizado para argumentar a favor de la historicidad del bautismo de Jesús por Juan el Bautista.

El criterio de dificultad es uno de los criterios de historicidad empleados en el estudio crítico de los relatos históricos. Según este criterio, los relatos embarazosos para el autor tienen más probabilidad de ser verídicos, debido a que el autor no tendría ninguna razón para inventar un material que le crease dificultades. Algunos estudiosos de la Biblia han utilizado este criterio al evaluar si los relatos de las acciones y las palabras de Jesús del Nuevo Testamento son históricamente verídicos.

## Historia
El criterio de dificultad es una herramienta de larga data de la investigación del Nuevo Testamento. La frase fue utilizada por John P. Meier en su libro A Marginal Jew; quien se la atribuyó a Edward Schillebeeckx, que no parece haber utilizado realmente el término. El primer uso del término fue posiblemente hecho por Paul Wilhelm Schmiedel en la Encyclopaedia Biblica (1899).

## Ejemplos
El criterio de dificultad supone que la iglesia primitiva difícilmente habría hecho crear o falsificar material histórico que le resultase embarazoso o que debilitase su posición en las discusiones con los opositores. Más bien, es de esperar que el material de Jesús que resultase desconcertante se suprimiera o se suavizara en etapas posteriores de la tradición evangélica. Este criterio se utiliza muy poco por sí solo, y es típicamente uno de una serie de criterios, tales como el criterio de la discontinuidad y el criterio de testimonio múltiple, junto con el método histórico.
La crucifixión de Jesús es un ejemplo de un evento que cumple el criterio de dificultad. Este método de ejecución fue considerado el más vergonzoso y degradante en el mundo romano, y los defensores del criterio arguyen que este método de ejecución es, por tanto, el menos propenso a haber sido inventado por los seguidores de Jesús.

## Limitaciones
El criterio de dificultad tiene sus limitaciones y casi siempre se utiliza en conjunción con otros criterios. Una de las limitaciones del criterio de dificultad es que los casos que crean esta dificultad de forma clarísima son pocos. Un retrato completo de Jesús nunca podría basarse en tan pocos datos. Además, es evidente que el contexto es importante, ya que lo que podría ser considerado como embarazoso en una época y contexto social, podría no serlo en otro. Por otra parte, se pueden incluir detalles embarazosos como alternativa a un relato que sea aún más embarazoso del mismo evento. Como ejemplo hipotético, la negación de Jesús por parte de Pedro podría haber sido inventada para sustituir una conducta aún peor de Pedro.
Un ejemplo del segundo punto se encuentra en los relatos de los evangelios de la infancia. En un relato del Evangelio de la infancia de Tomás se dice que un Jesús muy joven, utilizando sus poderes sobrenaturales, primero mata y luego revive a un compañero de juegos que se había golpeado accidentalmente con él. Si esta tradición hubiera sido aceptada como digna de ser incluida en algún momento clave en la formación de la Biblia cristiana (y por tanto integrada, de una forma u otra, entre los evangelios canónicos), podría decirse que a muchos cristianos modernos les resultaría bastante embarazoso, especialmente a creyentes estrictos en la infalibilidad bíblica. Pero como lo sugiere la existencia de esta temprana perícopa no canónica, no debió haber sido embarazoso para algunos de los primeros cristianos.
Otra limitación es la posibilidad de que lo que podría ser clasificado como embarazoso también podría ser un relato creado y deliberadamente diseñado para provocar una reacción. Por ejemplo, la negación de Jesús por Pedro podría haber sido escrito como un ejemplo de las consecuencias de la negación. «A cualquiera, pues, que me confiese delante de los hombres, yo también le confesaré delante de mi Padre que está en los cielos. Y a cualquiera que me niegue delante de los hombres, yo también le negaré delante de mi Padre que está en los cielos» (Mateo 10:32-33).
Una limitación aún más es el hecho de que de todos los criterios para evaluar la veracidad, el criterio de dificultad puede ser el más fácil de falsificar. Una persona que sabe que incluir detalles embarazosos hará su relato más creíble no necesita más que inventar algunos de estos detalles embarazosos.

## Lectura adicional
- Meier, John Paul (1998). Un judío marginal. Nueva visión del Jesús histórico. Tomo I. Las raíces del problema y la persona. Verbo Divino. ISBN 84-8169-203-4.